# اسایر تریز
اسایر تریز (انگلیسی: Asier Arranz؛ زادهٔ ۲۸ مارس ۱۹۸۷) بازیکن فوتبال اهل اسپانیا است.
از باشگاه‌هایی که در آن بازی کرده‌است می‌توان به باشگاه فوتبال رئال وایادولید، باشگاه فوتبال دپورتیوو آلاوس، باشگاه فوتبال خرز، و باشگاه فوتبال نومانسیا اشاره کرد.